# 麿赤兒
麿 赤兒（まろ あかじ、本名：大森 宏、1943年2月23日 - ）は、日本の俳優、舞踏家、演出家。暗黒舞踏集団・大駱駝艦主宰。所属事務所は同傘下の芸能事務所・キャメルアーツ。
父は海軍大佐の大森潤一（海兵54期卒）。長男は映画監督の大森立嗣、次男は俳優の大森南朋。

## 来歴・人物
石川県金沢市生まれ。父親の潤一は大日本帝国海軍の軍人（中佐）で、第一航空艦隊参謀としてテニアン島に赴任。1944年（昭和19年）7月から始まるテニアンの戦いに参加して、翌8月2日、角田覚治司令長官らと塹壕に設えた司令部にて手榴弾で自決した（死後特進して大佐）。また母親の裕子が夫の戦死をきっかけに精神を病んだため、小学5年生の時に奈良県桜井市三輪山麓に住むおじ夫婦に預けられる。この頃、肺結核を患い入院する。その際同室の入院患者から影響を受け、文学や演劇に興味を持つ。
奈良県立畝傍高等学校卒業、早稲田大学第一文学部哲学科中退。中高時代は演劇部に所属、木下順二やチェーホフの短編などを公演した。山本安英に共感して劇団『ぶどうの会』に参加するが、劇団上部の政治的な議論に嫌気がさして劇団を離れる。その後舞踏家の土方巽に師事した。
1964年（昭和39年）6月、唐十郎の劇団・状況劇場に参加し、唐が提唱する「特権的肉体論」を体現する役者として活動した。1970年（昭和45年）、劇団を退団。1972年（昭和47年）には独自で舞踏集団・大駱駝艦を旗揚げ、主宰する。海外公演も積極的に行い、舞踏を「BUTOH」として広めている。
1974年（昭和49年）、1987年（昭和62年）、1996年（平成8年）、1999年（平成11年）、2008年（平成20年）に舞踊評論家協会賞を、2006年（平成18年）に文化庁長官表彰を受賞、2016年（平成28年）に第64回舞踊芸術賞を受賞、2018年（平成30年）に第1回種田山頭火賞を受賞、2021年（令和3年）に文化庁芸術祭賞大賞受賞。2022年（令和4年）10月11日、第40回ニムラ舞踊賞受賞。
2006年に日本アウトドアジャーナリスト協会顧問、安藤百福記念 自然体験活動指導者養成センター客員教授も務める。
舞台や舞踏での活躍のほか、映画やテレビドラマにも多数出演。クセのある役やアクの強い役もこなし、怪優としても活躍。
状況劇場時代から映画に出演しており、大和屋竺監督の『毛の生えた拳銃』では、僚友の大久保鷹とともに出演して殺し屋を演じ、若松孝二監督の『金瓶梅』では花和尚魯智深役で助演。中平康監督の『闇の中の魑魅魍魎』では主役の絵師金蔵を演じた。以後も脇役で活躍し、鈴木清順監督の「大正浪漫三部作」（『ツィゴイネルワイゼン』『陽炎座』『夢二』）には全作に出演しており、クエンティン・タランティーノ監督の『キル・ビル Vol.1』ではやくざの親分役で出演した。ほか、阪本順治監督の『どついたるねん』、新藤兼人監督の『午後の遺言状』、北野武監督の『菊次郎の夏』などに出演。長男の立嗣が監督を務めている『まほろ駅前多田便利軒』シリーズにも常連出演しており、次男の南朋と親子共演している。

## 出演

### テレビドラマ
- 大河ドラマ（NHK）
  - 太平記（1991年） - 文観
  - 葵 徳川三代（2000年） - 島津義弘
  - 武蔵 MUSASHI（2003年） - 慧言
  - 篤姫（2008年） - 人影
  - 軍師官兵衛（2014年） - 円満
- 土曜ドラマ（NHK）
  - 地球をダメにする50のかんたんな方法（1992年） - 社長
- 腕におぼえあり2（1992年、NHK） - 平林伊十郎（霧絞三郎）
- 金曜ドラマシアター / D坂殺人事件 名探偵明智小五郎誕生 名探偵明智が挑む猟奇殺人の謎!!闇に浮かぶ白い肌…（1992年、フジテレビ）
- 有言実行三姉妹シュシュトリアン（1993年、フジテレビ） - お酉様
- 僕らに愛を!（1995年、フジテレビ）
- 連続テレビ小説（NHK）
  - ふたりっ子（1996年） - 伊能義臣
  - オードリー（2000年） - 榊原紀代麿
  - まんぷく（2018年） - 神宮幸之助
- 金田一少年の事件簿「金田一少年の殺人」（1996年、日本テレビ） - 橘五柳
- サイコメトラーEIJI（1997年、日本テレビ）
- 御家人斬九郎 第2シリーズ 第5話「雲隠れ」（1997年、フジテレビ / 映像京都） - 三谷帯刀
- ここではない何処か（1998年、北海道テレビ）
- 蘇える金狼（1999年、日本テレビ） - 高孫民
- 月曜ミステリー劇場
  - 十津川警部シリーズ（TBS）
    - 第18作「シベリア鉄道殺人事件」（1999年） - 宝石ブローカー
    - 第27作「九州特急つばめ殺人事件」（2003年） - 毛老人

  - 湯の町コンサルタント1（2002年） ‐ 水野安雄
- 合い言葉は勇気（2000年、フジテレビ） - 天馬金吾
- 土曜ワイド劇場 / おばはん刑事!流石姫子5（2000年、テレビ朝日） - 園葉忍義
- ハンドク!!! 第4話（2001年10月31日、TBS） - 刑事
- 真夜中は別の顔（2002年、NHK） - 大河内肇
- ドラマW / ご近所探偵TOMOE（2003年3月29日、WOWOW） - ブルートータス
- 優しい時間（2005年、フジテレビ） - 天野六介
- TRICK 新作スペシャル1（2005年11月13日、テレビ朝日） - 団長
- 牙狼〈GARO〉（2006年、テレビ東京） - 阿門法師
- 時効警察 第4話（2006年、テレビ朝日） - 湯河原雄二
- 美しい罠（2006年7月 - 9月、東海テレビ） - 不破恒大
- 牙狼〈GARO〉スペシャル 白夜の魔獣（2006年、CSファミリー劇場） - 阿門法師
- エラいところに嫁いでしまった!（2007年、テレビ朝日）
- 浅草ふくまる旅館（2007年、TBS） - 立花宗佑
- 山田太郎ものがたり（2007年、TBS） - 御村聖一
- 山おんな壁おんな第4話（2007年7月26日、フジテレビ） - 伊集院
- 陽炎の辻〜居眠り磐音 江戸双紙〜第2話（2007年、NHK） - 阿波屋有楽斎
- 新・美味しんぼ（2007年 - 、フジテレビ） - 唐山陶人
- キッパリ!! （2008年、中部日本放送） - 竹田元就
- 水戸黄門（2008年 - 2010年、TBS） - 祈祷僧・隆光
- サラリーマン金太郎（2008年、テレビ朝日） - 三田善吉
- 稲垣吾郎の金田一耕助 悪魔の手毬唄 （2009年1月5日、フジテレビ） - 多々羅放庵
- 特命係長 只野仁 4thシーズン 第32話（2009年1月8日、テレビ朝日） - 韓国マフィアのドン=ミン
- インディゴの夜（2010年2月15日-2月19日、東海テレビ） - 彫比佐
- 女帝 薫子（2010年5月-、テレビ朝日）- 上川龍三
- ナサケの女〜国税局査察官〜 第2話（2010年、テレビ朝日） - 元能見興産社長
- ハンチョウ〜神南署安積班〜シリーズ4 〜正義の代償〜 第7話（2011年5月23日、TBS） - 渡部六朗
- 金魚倶楽部（2011年7月 - 10月、NHK） - 水木陽三
- 妄想捜査〜桑潟幸一准教授のスタイリッシュな生活 第3話（2012年2月5日、テレビ朝日） - 垂乳根権蔵
- さばドル 第8話（2012年3月2日、テレビ東京） - 中曽根龍二（大物俳優）
- 金曜プレステージ / 検事・霞夕子3（2012年6月7日、フジテレビ） - 板倉茂男
- 三毛猫ホームズの推理 第10・最終話（2012年6月16・23日、日本テレビ） - 銀星会組長
- まほろ駅前番外地 第4話（2013年2月1日、テレビ東京） - 和楠蠢道
- 悪霊病棟（2013年7月 - 9月、TBS） - 宮守元吉
- POWER GAME〜パワーゲーム〜（2013年8月 - 9月、NHK BSプレミアム） - 大山哲生
- 殺しの女王蜂 第2話（2013年10月11日、テレビ東京） - ザ・マスター
- 花園オールドボーイ（2014年1月10日、NHK） - 主演・井上浩一
- 55歳からのハローライフ 第4話（2014年7月5日、NHK） - 島田
- 終の棲家（2014年7月20・27日、NHK BSプレミアム） - 片岡崇
- おそろし〜三島屋変調百物語（2014年8月30日 - 、NHK BSプレミアム） - 灯庵 /語り
- ボーダーライン（2014年10月 - 11月、NHK） - 飯田・町内会長
- 信長協奏曲（2014年10月 - 12月、フジテレビ） - 織田信清
- ファーストクラス（2014年10月 - 12月、フジテレビ） - 鏑木サブロー
- ビンタ!〜弁護士事務員ミノワが愛で解決します〜 第12話（2014年12月18日、読売テレビ） - 田島総一郎
- 新ナニワ金融道（2015年1月24日、フジテレビ） - 鷲野悶屋蔵
- 世にも奇妙な物語 25周年スペシャル・春 〜人気マンガ家競演編〜「面」（2015年4月11日、フジテレビ） - 和尚 / 黒服の男
- 永久就職試験（2015年10月 - 11月、日本テレビ） - 森岡父
- 鴨川食堂（2016年、NHK BSプレミアム） - 桜八十吉
- 海底の君へ（2016年、NHK） - 菊地明（社長）
- 最後のレストラン 第6 - 7話（2016年5月31日 - 6月7日、NHK BSプレミアム） - 玄宗
- BARレモン・ハート 第21話（2016年8月22日、BSフジ） - 福田栄三郎
- 四十八人目の忠臣（2016年） ‐ 野間法印
- シリーズ・江戸川乱歩短編集II 第1回「何者」（2016年12月、NHK） - 常爺さん
- 猫忍（2017年1月 - 、tvkほか） - 桂木[13]
- 放送90年 大河ファンタジー 「精霊の守り人II」（2017年1月、NHK） - ユタ商人
- 4号警備（2017年、NHK） - 江本六郎
- 金曜プレミアム 「おばさんデカ 桜乙女の事件帖16」（2017年、フジテレビ） - 荻野憲治
- 赤ひげ（2017年、NHK BSプレミアム） - 天野源伯
- スモーキング（2018年、テレビ東京） - 砂地彰
- コンフィデンスマンJP（2018年、フジテレビ） ‐ 孫秀波
- dele（2018年7月 - 、フジテレビ） ‐ 仲村毅
- 遺留捜査 スペシャル（2018年11月11日、テレビ朝日） - 久保田道明
- 魔法×戦士 マジマジョピュアーズ! 第41話（2019年1月13日、テレビ東京） - 大森一郎
- 後妻業（2019年、関西テレビ・フジテレビ系） ‐ 笹島雅樹
- ルパンの娘（2019 - 2020年） - 三雲巌[14]
- やすらぎの刻〜道（2019年、テレビ朝日） ‐ 山おじ
- NHKスペシャル シリーズ 体感 首都直下地震「パラレル東京」（2019年、NHK総合） - 松下恒三
- パパがも一度恋をした（2020年2月1日 - 、東海テレビ・フジテレビ） - 山下タロスケ
- 日曜プライム お花のセンセイ（2020年） - 磯亀金四郎
- シリーズ・江戸川乱歩短編集Ⅳ 第3回「妖怪博士」（2021年3月、NHK）
- 邪神の天秤　公安分析班 第2話 - （2022年2月20日 - 、WOWOW）- 阿矢地明星
- 『星新一の不思議な不思議な短編ドラマ』『善良な市民同盟 前・後編』（2022年5月3日・10日、NHK BS4K・BSプレミアム）[15]
- 最高のオバハン 第2シーズン（2022年、東海テレビ） - 土岐清次郎
- ひきこもり先生 シーズン2（2022年12月17日 - 12月24日、NHK総合） - 商店会会長・吉田
- ハヤブサ消防団（2023年7月13日 - 9月14日、テレビ朝日） - 江西佑空[16][17]
- ひとりでしにたい（2025年6月21日 - 8月2日、NHK総合）- 謎の妖怪 役[18]

### 映画
- 荒野のダッチワイフ（1967年）
- 毛の生えた拳銃（1968年） - 高
- 金瓶梅（1968年、松竹） - 花和尚魯智深
- 臍閣下（1969年）
- 新宿泥棒日記（1969年） - 状況劇場の人々
- 闇の中の魑魅魍魎（1971年） - 絵師金蔵
- 陽物神譚（1975年）
- 神の堕ちてきた日（1979年）
- ツィゴイネルワイゼン（1980年） - 先達
- 陽炎座（1981年、日本ヘラルド映画） - 乞食
- 爆裂都市 BURST CITY（1982年）
- 野獣刑事（1982年） - 絵描き
- 蜜月（1984年）
- 親鸞 白い道（1987年） - 男坐女
- どついたるねん（1989年）
- 二十世紀少年読本（1989年）
- われに撃つ用意あり（1990年）
- キスより簡単2 漂流編（1991年） - 老人
- 夢二（1991年） - 刑事
- 王手（1991年） - 白銀
- 青春デンデケデケデケ（1992年） - Aさん
- サザン・ウィンズ（1992年）
- 部屋/THE ROOM（1993年） - 殺し屋
- ごろつき2（1993年）
- 月はどっちに出ている（1993年） - 仙波
- 獅子王たちの最后（1993年）- 佐竹連合櫻会総本部櫻井組組長 櫻井
- 青空に一番近い場所（1994年） - 会社社長
- 怖がる人々（1994年） - 河原の男
- これがシノギや!（1994年）
- 我が人生最悪の時（1994年）
- ヤマトタケル_(映画)（1994年） - ツキノワ
- 通天の角（1994年）
- BOXER JOE（1995年） - サングラスの男
- 遥かな時代の階段を（1995年）
- 午後の遺言状（1995年） - 天狗
- 平成無責任一家 東京デラックス（1995年） - 黒鉄寛治
- 罠（1996年） - 中山刑事
- 弾丸ランナー（1996年）
- That's カンニング! 史上最大の作戦?（1996年） - 鯰田教授
- Lie lie Lie（1997年） - 田
- ピエタ（1997年） - 空港の刑事
- CAT'S EYE キャッツ・アイ（1997年） - 梅原
- 瀬戸内ムーンライト・セレナーデ（1997年） - 怪人さん
- 傷だらけの天使（1997年） - 牧場長
- 新生 トイレの花子さん（1998年） - 僧侶
- ポルノスター（1998年）
- ベイビー・クリシュナ（1998年）
- くノ一忍法帖 柳生外伝（1998年）
- 新唐獅子株式会社（1999年） - 二階堂
- 菊次郎の夏（1999年） - 変態男（落武者）
- 双生児（1999年） - 角兵衛
- 生きたい（1999年） - 老人ホームの所長
- 漂流街（2000年、東宝）
- MONDAY（2000年） - 浮浪者、悪魔
- 仮面学園（2000年） - DAIMON
- SWING MAN（2000年）
- うつしみ（2000年）
- DRIVE（2001年）
- 自殺サークル(2002年)
- ナイン・ソウルズ（2003年） - 駄菓子屋の主人
- キル・ビル Vol.1（2003年） - 小澤親分
- 魔界転生（2003年） - 徳川家康
- スパイ・ゾルゲ（2003年） - 杉山元
- 赤目四十八瀧心中未遂（2003年） - 三角眼
- 難波金融伝 ミナミの帝王 スペシャルVer.50金貸しの掟（2004年）
- ワイルド・フラワーズ（2004年） - 豊島敬吾
- 理由（2004年） - 「あきら玩具」店主Aさん
- 蟬しぐれ（2005年） - 尾形久万喜
- ダメジン（2006年） - シンジュクさん
- パッチギ! LOVE&PEACE（2007年） - 石橋中将役の大物俳優
- 魂萌え!（2007年） - 映写技師の先生
- 少林少女（2008年） - 凛の師匠
- 魁!!男塾（2008年） - 塾長・江田島平八
- 石内尋常高等小学校 花は散れども（2008年） - 駅長
- 黄金花 秘すれば花、死すれば蝶（2009年） - 巡礼
- 旭山動物園物語 ペンギンが空をとぶ（2009年） - 老人
- めおん（2010年） - 第2話・第3話 荻島儀平
- 人間失格（2010年） - 堀木の父
- まほろ駅前多田便利軒（2011年） - 岡
- 一枚のハガキ（2011年8月） - 和尚
- 極道めし（2011年） - 八戸伍三郎
- ぬくぬくの木（2011年） - 文次郎
- 朱花の月（2011年）
- 極道兵器（2011年）
- 日輪の遺産（2011年） - 杉山元 ※同役を演ずるのは二度目
- 幸運の壺 Good Fortune（2012年） - 松平洋之助
- 劇場版 SPEC〜天〜（2012年） - 似内晶
- TAP 完全なる飼育（2013年）
- まほろ駅前狂騒曲（2014年） - 岡力雄
- 駆込み女と駆出し男（2015年） - 清拙
- 日本のいちばん長い日（2015年） - 藤田尚徳
- 団地（2016年） - 権藤
- 猫忍（2017年） - 桂木[13]
- 彼女の人生は間違いじゃない (2017年)
- 関ヶ原（2017年） - 島津惟新入道[19][20]
- 第二警備隊（2018年）
- 翔んで埼玉（2019年2月22日公開) - 西園寺宗十郎
- 凪待ち（2019年6月28日公開) - 軍司知彦
- 地獄少女（2019年11月15日公開） - 輪入道
- ゴーストマスター（2019年12月6日公開）
- ターコイズの空の下で（2021年2月26日公開） - 三郎
- 劇場版 ルパンの娘（2021年10月15日公開） - 三雲巌
- 牛首村（2022年2月18日公開） - 三澄実[21][22][23]
- 鋼の錬金術師 完結編 復讐者スカー（2022年5月20日公開） - スカーの師父[24]
- 嘘八百 なにわ夢の陣（2023年1月6日公開） - 紙芝居屋
- 倭文(しづり)-旅するカジの木（2024年5月25日公開） - 神話場面[25]
- あるいは、ユートピア（2024年11月16日公開）[26]
- はじまりの日（2024年10月11日公開）[27]
- 怪獣ヤロウ!（2025年1月31日） - 本多[28]

### 短編映画
- ウタモノガタリ-CINEMA FIGHTERS project-「Kuu」（2018年6月） - オン

### オリジナルビデオ
- 外道（1998年） - 桑田
- 真・雀鬼4 歌舞伎町・博打通り (2000年) - トラ
- 首領(ドン)（2020年）- 萬田組組長 釘宮敏

### 舞台
- 毛皮のマリー
- 黄金の刻
- りゅーとぴあプロデュース「エレクトラ」（2017年） - アガメムノン / 老人 / アポロン / トアス王 役[29]
- ヘルマン（2024年）[30]
- 脳-BRAIN-（2024年）[31]

### インターネットドラマ
- Cradle［クレイドル］ -眠れぬ夜の子守唄-（2007年、日本ベーリンガーインゲルハイム、全10話） - 堂本英一
- 全裸監督（2019年8月全話配信、Netflix）3話
- 龍が如く〜Beyond the Game〜（2024年、Amazon） - 歌彫 役

### バラエティ
- タモリ倶楽部（1990年11月23日 - 1991年4月26日、テレビ朝日） - 「瞑想アワー」出演
- Let's天才てれびくん（2014年3月31日 - 、NHK Eテレ） - 国立異次元獣対策センター長官（不定期出演）

### CM
- サントリー 熱血飲料（1991年） - ドクトル・ド・ツィータ・ルド 役
- UR都市機構（2007年）
- ミドリ安全（2014年） - ラーメンの師匠
- 日本コカ・コーラ ジョージア エメラルドマウンテンブレンド 至福の微糖「大工」篇（2015年） - 棟梁
- KINGSOFT WPS Cloud 「働き方を自由にする篇」（2022年） - 黒幕

### 書籍
- 『ハイパーアングルポーズ集SP 怪人』（創美社、2011年8月）
- 『怪男児 麿赤兒がゆく 憂き世 戯れて候ふ』（朝日新聞出版、2011年10月）
  - 『完本　麿赤兒自伝　憂き世 戯れて候ふ』（中公文庫、2017年8月）

巻末に息子・大森立嗣、大森南朋との鼎談を収録